# Gyöngyös
Gyöngyös er en by i det nordlige Ungarn med 27.645(2024) indbyggere. Byen ligger i provinsen Heves.
Gyöngyös danske venskabsby er Ringsted.